# Venus (Florida)
Venus es un área no incorporada en el sureste del Condado de Highlands, del estado de Florida (Estados Unidos). Está situada en la County Road 731, que se ramifica desde la Ruta 27.